# Sun Lakes, Arizona
Sun Lakes är en ort (CDP) i Maricopa County, i delstaten Arizona, USA. Enligt United States Census Bureau har orten en folkmängd på 13 975 invånare (2010) och en landarea på 13,8 km².